# Vahe Vagmurian
Vahe Vagmurian (arménien : Վահե Յաղմուրյան) (né le 2 juillet 1971 en RSS d'Arménie) est un joueur de football arménien, qui évoluait au poste d'attaquant.
Il est surtout connu pour avoir terminé meilleur buteur du championnat d'Arménie lors de la saison 1992 avec 38 réalisations alors qu'il évoluait pour le club du Ararat Erevan.
Durant la saison 1994, Vagmurian inscrit 18 buts toujours pour le club de l'Ararat Erevan. Il est finaliste de la coupe d'Arménie en 1995 avec l'Esteghlal-Kotayk Abovian.